# 리사 게릿슨

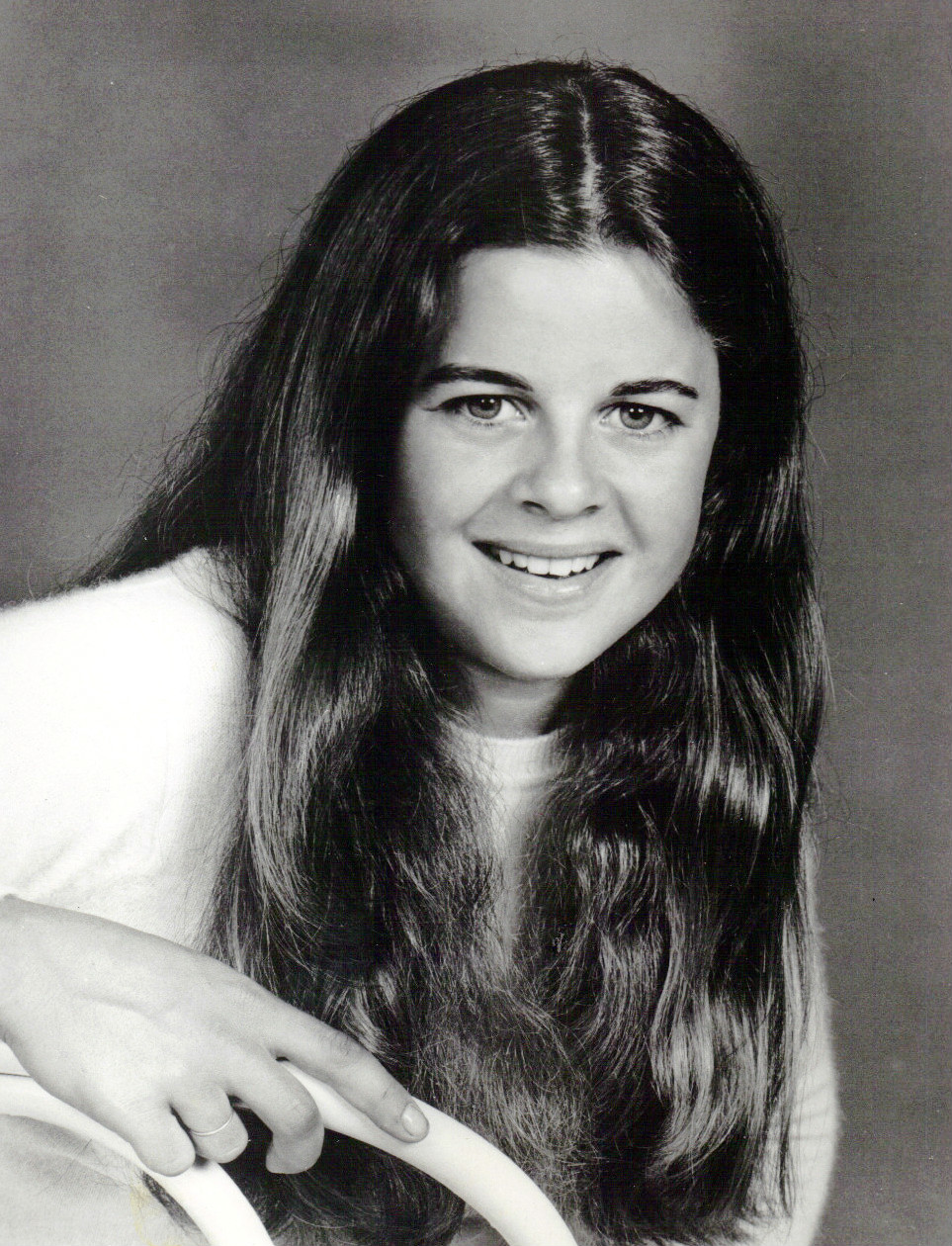

리사 게릿슨(Lisa Gerritsen, 1957년 12월 21일 ~ )은 미국의 배우, 텔레비전 배우, 영화배우이다.
로스앤젤레스에서 태어났다.

## 영화
- 에어포트 (1970년)
- 털보 가족 (1966년)
- 딜론 보안관 (1955년)
- 디즈니랜드 (1954년) - 제니 허친스 역